# Caracol (Piauí)
Caracol é um município brasileiro do estado do Piauí. Localiza-se a uma latitude 09º16'43" sul e a uma longitude 43º19'48" oeste, estando a uma altitude de 566 metros. Sua população estimada em 2016 era de 10 688 habitantes.
Antes chamado de “Formiga” pelos seus primeiros habitantes, o pequeno vilarejo veio a se tornar distrito em 1904 já pelo nome de Caracol, topônimo atribuído devido a descoberta de um lago em formato espiral na região. O município foi criado através do Art. 48 da Constituição Estadual de 1947, época em que foi desmembrado do município de São Raimundo Nonato.

## Geografia
Com altitude média de quase 600 metros, Caracol é um dos municípios de maior elevação da região sudoeste do Piauí, situado sobre os grandes conjuntos geológicos que caracterizam o Planalto Meio-Norte. A altitude absoluta pode chegar aos 1000 metros no planalto.
A região de Caracol é localizada sobre as formações rochosas de latossolos presentes em quase toda a extensão da fronteira entre o Piauí e Bahia. A Serra Dois Irmãos, que define os limites territoriais e as bacias dos rios Parnaíba e São Francisco entre os estados, é um conjunto geológico pertencente ao planalto central/cristalino.

### Clima
Caracol apresenta clima semiárido, com estação das chuvas de novembro a abril. Na estação seca a umidade do ar despenca, podendo alcançar valores abaixo de 15%, índice bem menor que os 60% considerados ideais pela Organização Mundial da Saúde (OMS). Se por um lado Caracol marca pela baixa umidade do ar, por outro oferece temperaturas bem mais amenas do que os municípios circunvizinhos. Em função da altitude e da acidentada geografia local o município costuma apresentar grandes amplitudes térmicas, em um dia de inverno.
Segundo dados da estação convencional do Instituto Nacional de Meteorologia (INMET) no município, em operação desde 3 de outubro de 1975, a menor temperatura registrada em Caracol foi de 10,4 °C em 1° de novembro de 1975, e a maior atingiu 39,2 °C em 15 de dezembro de 2007. O maior acumulado de precipitação em 24 horas atingiu 134,4 mm em 29 de fevereiro de 2004. Outros grandes acumulados superiores a 100 mm foram 116,8 mm em 26 de abril de 1977, 109,7 mm em 4 de março de 1978 e 104,6 mm em 17 de janeiro de 2016.
| Dados climatológicos para Caracol                                                                                | Dados climatológicos para Caracol | Dados climatológicos para Caracol | Dados climatológicos para Caracol | Dados climatológicos para Caracol | Dados climatológicos para Caracol | Dados climatológicos para Caracol | Dados climatológicos para Caracol | Dados climatológicos para Caracol | Dados climatológicos para Caracol | Dados climatológicos para Caracol | Dados climatológicos para Caracol | Dados climatológicos para Caracol | Dados climatológicos para Caracol |
| Mês | Jan                               | Fev                               | Mar                               | Abr                               | Mai                               | Jun                               | Jul                               | Ago                               | Set                               | Out                               | Nov                               | Dez                               | Ano                               |
| --- | --------------------------------- | --------------------------------- | --------------------------------- | --------------------------------- | --------------------------------- | --------------------------------- | --------------------------------- | --------------------------------- | --------------------------------- | --------------------------------- | --------------------------------- | --------------------------------- | --------------------------------- |
| Temperatura máxima recorde (°C)                                                                                  | 38                                | 37,4                              | 38,2                              | 37,4                              | 35,8                              | 35,6                              | 35,2                              | 36,8                              | 38,6                              | 38,6                              | 38,4                              | 39,2                              | 39,2                              |
| Temperatura máxima média (°C)                                                                                    | 30,6                              | 30,4                              | 30,2                              | 30,5                              | 30,9                              | 30,8                              | 31,1                              | 32,3                              | 33,9                              | 34,4                              | 33                                | 31,4                              | 31,6                              |
| Temperatura média compensada (°C)                                                                                | 24,8                              | 24,5                              | 24,4                              | 24,3                              | 24                                | 23,3                              | 23,3                              | 24,4                              | 26,1                              | 27,3                              | 26,3                              | 25,3                              | 24,8                              |
| Temperatura mínima média (°C)                                                                                    | 20,1                              | 19,9                              | 20                                | 19,6                              | 18,5                              | 16,9                              | 16,4                              | 17,1                              | 18,8                              | 20,4                              | 20,4                              | 20,3                              | 19                                |
| Temperatura mínima recorde (°C)                                                                                  | 15,6                              | 14,8                              | 15,8                              | 14,3                              | 12,4                              | 12                                | 10,6                              | 11,4                              | 12                                | 11,2                              | 10,4                              | 16,4                              | 10,4                              |
| Precipitação (mm)                                                                                                | 131,5                             | 121,3                             | 126,5                             | 79,1                              | 18                                | 1,1                               | 0,6                               | 0                                 | 5                                 | 36,5                              | 86,9                              | 107,1                             | 713,6                             |
| Dias com precipitação (≥ 1 mm)                                                                                   | 10                                | 10                                | 10                                | 8                                 | 3                                 | 0                                 | 0                                 | 0                                 | 0                                 | 3                                 | 7                                 | 9                                 | 60                                |
| Umidade relativa compensada (%)                                                                                  | 71                                | 75,4                              | 76,6                              | 73,6                              | 66,4                              | 58,7                              | 53                                | 49,7                              | 46,6                              | 50,1                              | 58,4                              | 68,3                              | 62,3                              |
| Insolação (h) | 209,6                             | 184,1                             | 196                               | 224,2                             | 250,8                             | 262                               | 295,5                             | 312,7                             | 288,9                             | 269,6                             | 231,7                             | 211,4                             | 2 936,5                           |
| Fonte: Instituto Nacional de Meteorologia (INMET) (normal climatológica de 1981-2010; recordes de temperatura: ) |                                   |                                   |                                   |                                   |                                   |                                   |                                   |                                   |                                   |                                   |                                   |                                   |                                   |

### Vegetação
A vegetação é tipicamente de caatinga com manchas de campos cerrado e cerradões. Apesar de bastante ameaçadas e rara, a mata ciliar presente nas nascentes e margens do Rio Piauí ainda detém trechos de Mata Atlântica. Apesar de o Piauí hoje ocupar o 2º lugar no ranking nacional de desmatamento da Mata Atlântica, o município de Caracol ocupa a 5ª posição em relação aos municípios mais conservados do país. Além de Caracol, o Piauí possui mais três municípios entre os cinco mais bem colocados.
Integrado ao Território Serra da Capivara, o município é considerado o portal do Parque Nacional Serra da Confusões, unidade de conservação ambiental reconhecida nacionalmente como importante reduto de espécies vegetais e animais típicas da caatinga, além de guardar ao longo de sua extensão uma diversidade de parques arqueológicos com litogravuras.
Política:
Esta é a lista de prefeitos do município de Caracol, estado brasileiro do Piauí.
| Nº | Nome                                      | Partido      | Eleição |
| 1  | JAIME DIAS DE FIGUEIREDO                  | DESCONHECIDO | 1947    |
| 2  | PEDRO RIBEIRO SOARES                      | PSD          | 1950    |
| 3  | WILSON RIBEIRO DE FIGUEIREDO              | PSD          | 1954    |
| 4  | PEDRO RIBEIRO SOARES                      | PSD          | 1958    |
| 5  | PEDRO DIAS DA SILVA                       | DESCONHECIDO | 1962    |
| 6  | HÉLIO FIGUEIREDO DA FONSECA               | ARENA 1      | 1966    |
| 7  | RAIMUNDO FERREIRA DA SILVA                | ARENA 2      | 1970    |
| 8  | RAIMUNDO DE SOUSA FRANÇA                  | ARENA 1      | 1972    |
| 9  | MARTINHO WÁLTER RODRIGUES FIGUEIRED       | DESCONHECIDO | 1976    |
| 10 | MARIA VILMA PAES LANDIM RIBEIRO SOARES    | PDS 1        | 1982    |
| 11 | MARTINHO WALTER RODRIGUES FIGUEIREDO      | PFL          | 1988    |
| 12 | SOLON RIBEIRO SOARES                      | PTB          | 1992    |
| 13 | MARCONI RUBEM DE MACEDO                   | PMDB         | 1996    |
| 14 | MARCONI RUBEM DE MACEDO                   | PMDB         | 2000    |
| 15 | ISAEL MACEDO NETO                         | PP           | 2004    |
| 16 | ISAEL MACEDO NETO                         | PTB          | 2008    |
| 17 | LIGIER LUÍZ DE CARVALHO JÚNIOR (INTERINO) | DESCONHECIDO | 2011    |
| 18 | NILSON FONSECA MIRANDA                    | PT           | 2011    |
| 19 | NILSON FONSECA MIRANDA                    | PT           | 2012    |
| 20 | GILSON DIAS DE MACEDO FILHO               | PSB          | 2016    |
| 21 | GILSON DIAS DE MACEDO FILHO               | PP           | 2020    |